# Grianán d'Ailech
El Grianán d'Ailech (en irlandès Grianán Ailigh) és un grup d'estructures històriques per sobre de 244 m, situat en un pujol al Comtat de Donegal, Irlanda. L'estructura principal és un fort circular de pedra que es creu que el construí la dinastia Uí Neíll al s. VI o VII, tot i que hi ha proves que el lloc s'havia utilitzat abans que s'hi construïra la fortalesa. S'ha identificat com la seu del Regne d'Ailech i un dels llocs reials de la Irlanda gaèlica. La paret té uns 4,5 m d'espessor i 5 m d'alt. Té tres terrasses, unides per passos, i dos llargs passatges a dins. Al principi, no hi hauria hagut edificis dins del fort circular. Als afores es troben les restes d'un pou i un túmul.
Al s. XII, el Regne d'Aileach havia estat assetjat i perdé bona quantitat de territori contra els normands invasors. D'acord amb la literatura irlandesa, el fort fou molt danyat per Muirchertach Ua Briain, rei de Munster, l'any 1101.
El treball de restauració se'n dugué a terme el 1870. Ara el lloc és un monument nacional.

## Morfologia i història

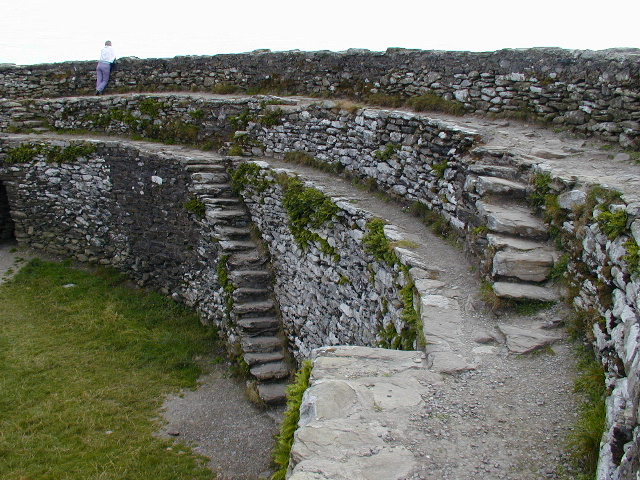
Vista de l'interior de Grianán d'Ailech

El Grianán d'Ailech és un fort circular. Més precisament, és un castre cashel (és a dir, un ringfort de pedra) multicircumval·lat.
Un ringfort generalment pot ser descrit com un espai, usualment circular, envoltat d'un banc i un fossat o simplement d'una muralla de pedra. El banc es construeix amuntegant a dins el material del fossat obtingut en excavar-ne el segon. Els ringforts varien considerablement en grandària i estil. En els exemples més elaboradamente defensats, com Ailech, les muralles ocupen una àrea més gran que el recinte.
Els llocs circulars permetien una àmplia perspectiva dels voltants i que la superfície màxima estiguera tancada en relació amb el banc construït.
Matthew Stout suggereix que una formació circular està lligada al lloc perquè els ocupants estaven en els túmuls circulars dels avantpassats. Al voltant d'un terç de tots els castres irlandesos tenen monticles o túmuls a dins; el d'Ailech no n'és una excepció. També proposa la idea que una forma circular es veié afavorida perquè les cantonades podrien actuar com un estatge dels esperits malignes: basa aquestes afirmacions en comparacions etnogràfiques.
Els ringforts allotjaven famílies amb diferents graus de riquesa, per la qual cosa alguns en són més monumentals que altres. No solen ocupar posicions dominants. L'única excepció a això són els ringforts de zones amb mal drenatge, en llocs alts, i són els únics adequats per viure-hi. Els llocs on s'assenten són àrees de defensa natural, que poden haver-se construït allí per tenir un bon drenatge. Els edificis no són militars en si mateixos. Probablement eren granges familiars. La característica definitòria dels castres és un caràcter defensiu. Per tant, els castres com una subcategoria dels ringforts es defineixen per la seua ubicació i estil. Un fort de tipus castre consisteix en «grans zones de muntanya en què el cim està envoltat per una (única circumval·lació) o múltiples muralles de terra o pedra. Un bon exemple en seria Dún Aengus. El seu caràcter defensiu és explícit a causa del sistema de lloses de pedra («chevaux de frise»), plantades al sòl fora de l'estructura.

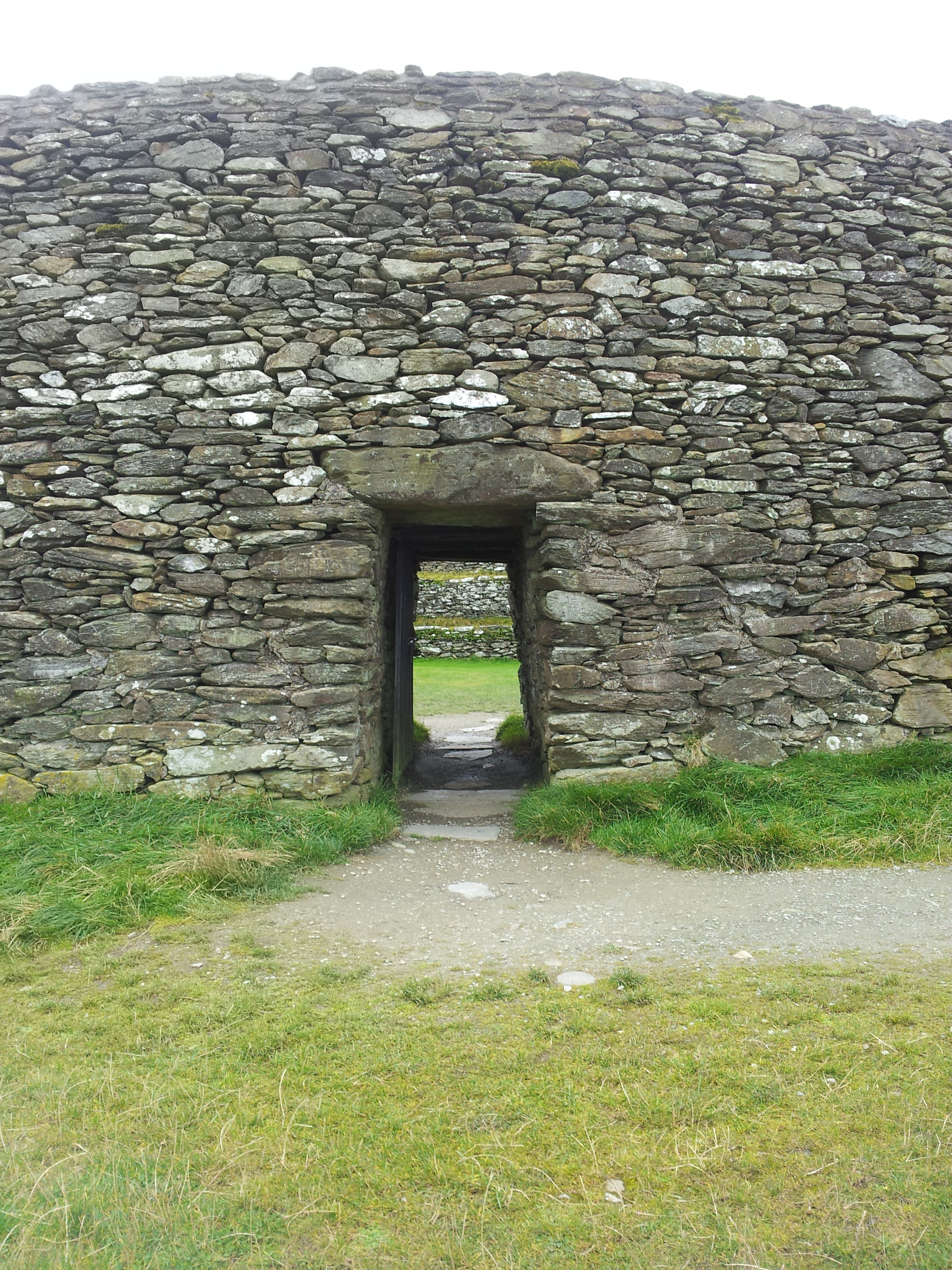
Entrada al Grianán

El Grianán d'Ailech està envoltat per tres recintes. L'espai de vida real d'un ringfort sovint n'és menor del 60% de la superfície total. L'augment de les defenses d'un lloc (sense un augment corresponent de la seua àrea funcional) demostra o bé una major necessitat de defensa o exhibició d'estatus. Per tant, un ringfort amb dues muralles (bicircumval·lat) actua com un símbol d'estatus. La raresa de castres tricircumval·lats com el Grianán mostra la importància i l'estatus dels seus ocupants més que una necessitat de defensa.
En general, eren poc més que les tanques per evitar que els animals s'extraviaren i per protegir-se contra els animals salvatges. Contra els setges eren inútils.
Si bé l'estructura originària on es construïren les muralles ja no existeix, el cashel d'Aileach probablement fou dissenyat com un símbol del poder reial. Les estructures de pedra semblen eternes i inamovibles. Fou construït en aquest lloc per la vista panoràmica més que per la defensa.
Els castres són coneguts en tot Europa occidental, però els irlandesos no n'estaven tan desenvolupats. Varien en grandària, però són d'un col·lectiu en lloc de residència d'una sola família. Els cashels tendeixen a ser molt més petits que els exemples en fang. El fort circular de terra mitjana té un diàmetre interior de 22 m al sud del Comtat de Donegal, els cashels a la mateixa zona tenen un diàmetre intern mitjà de 20 m. El Grianán d'Aileach, amb un diàmetre intern mitjà de 23,4 m, és més gran que altres, i això ha de ser una indicació de la riquesa i la importància dels seus habitants i potser també és una indicació de la magnitud de la població ocupant.
Lacy suggereix que el caràcter innovador de la fortalesa de pedra d'Aileach devia ser inusual quan es va construir. Els noms «Garvan, Frigru-Rigriu» es troben en moltes autoritats irlandeses com els noms dels constructors del Grianán d'Ailech. Aquests personatges estan vinculats als Fomorians i per tant, poden ser gens més que creacions mitològiques. Lacy creu que el constructor en podria ser Áed Oirdnide, vencedor en la batalla de Cloíteach.

## Descripció

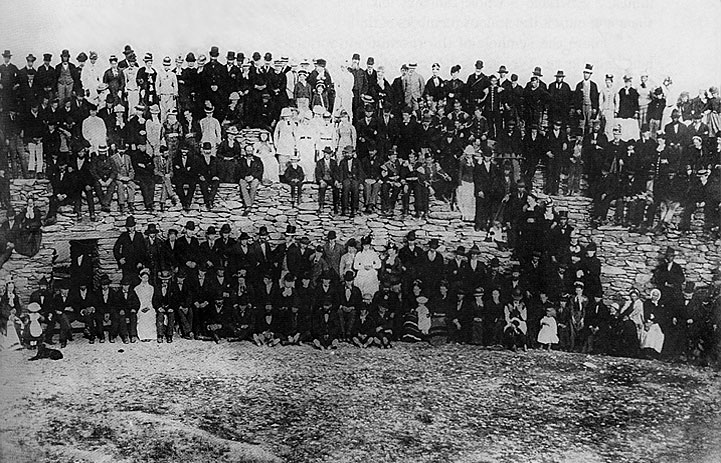
Obertura oficial del lloc el 1878 amb la reconstrucció de Walter Bernard

El Grianán es troba a la vora occidental d'un petit grup de pujols entre els trams superiors de Lough Swilly i Lough Foyle. El cim domina els comtats veïns de Derry, Donegal i Tyrone. A la vora de la península d'Inishowen, és a 11,25 km al nord-oest del lloc eclesiàstic de Derry. Tots dos llocs tenen històries estretament vinculades. Hi ha molta llegenda i material històric relacionat amb el Grianán d'Aileach. Els annals irlandesos en registren la destrucció al 1101. El principal monument del turó és un cashel de pedra, restaurat al s. XIX, però probablement construït al s. VIII de la nostra era. Quant a l'ús del cim com una àrea d'assentament és molt més remot. Un túmul del Grianán pot remuntar-se al Neolític i un pou cobert fou trobat prop del cashel a principis del s. XIX.

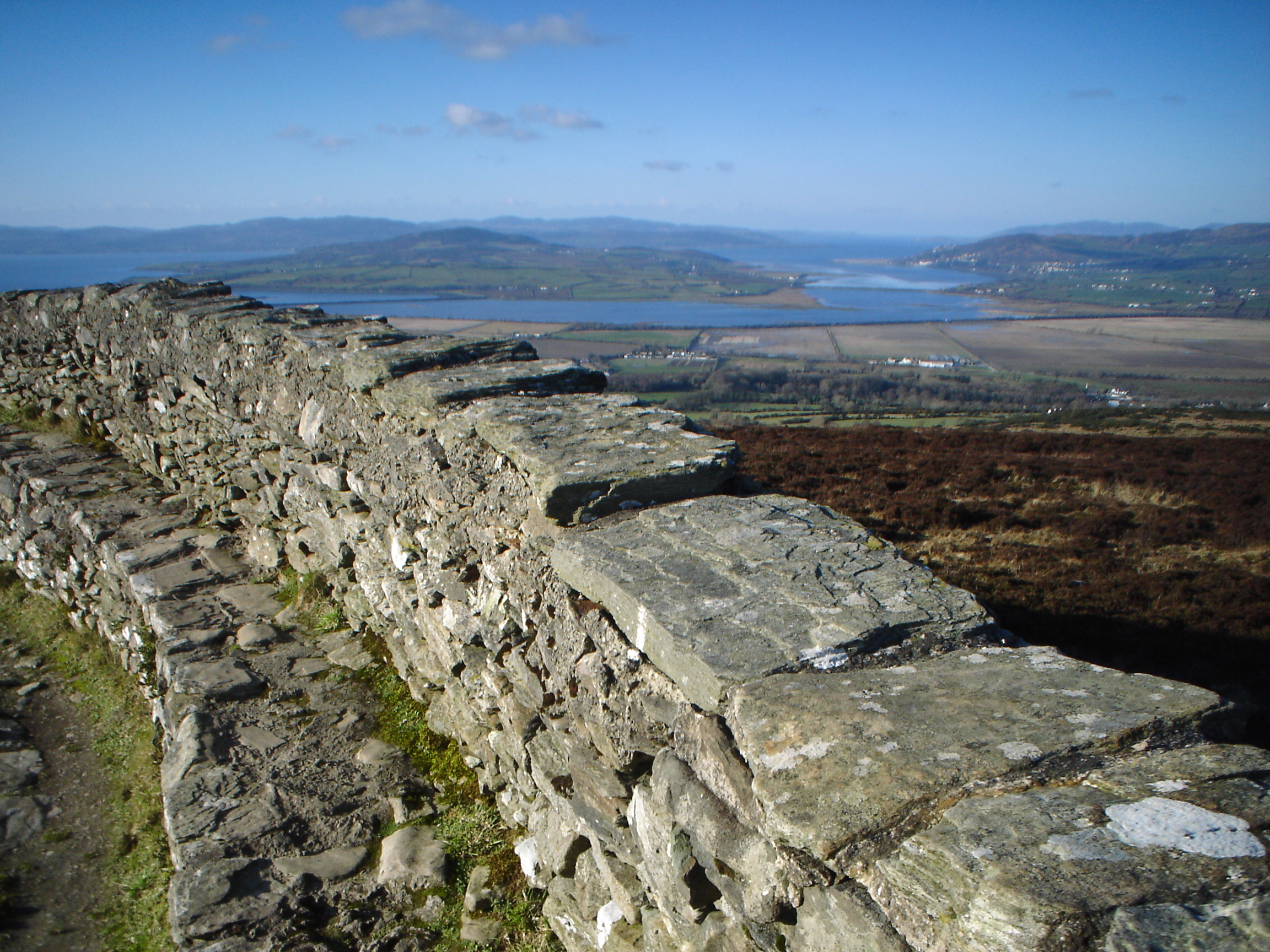
Vista de les terres limítrofes des de la part superior

George Petrie fou el primer que inspeccionà el Grianán d'Ailech en la dècada de 1830. En aquest moment el cashel només era una ruïna. Dona una descripció del pujol i el monument. Un antic carrer entre dues capes de roca natural conduïa al cim. El cashel estava envoltat per tres muralles concèntriques. Petrie suggereix que, igual que altres monuments d'aquest tipus com Eamhain Mhacha, tot el turó pogué estar tancada per moltes muralles més. No n'hi ha, però, evidència física o històrica. Les muralles que en restaven eren de terra i pedra, continuant la forma natural del pujol amb un patró circular irregular. L'àpex circular del turó dins del recinte més a l'exterior inclou al voltant de 22.000 m², dins de la segona prop de 16.000 m² i dins de la tercera prop de 4.000 m². Actualment, el bancal més intern és molt baix, desgastat i es troba cobert de bruc, però és traçable quasi per tot el circuit. Els altres dos bancals estan en un estat semblant, però són impossibles de rastrejar per les llargues seccions. Entre la muralla més interior i el cashel, el carrer disminueix en amplària i es corba lleugerament cap a la dreta. Ara només les pedres fonamentals de les parets se'n mantenen. El plànol del lloc de Petrie mostra una línia de pedres que conduïen a l'entrada. Aquestes ara no hi són.

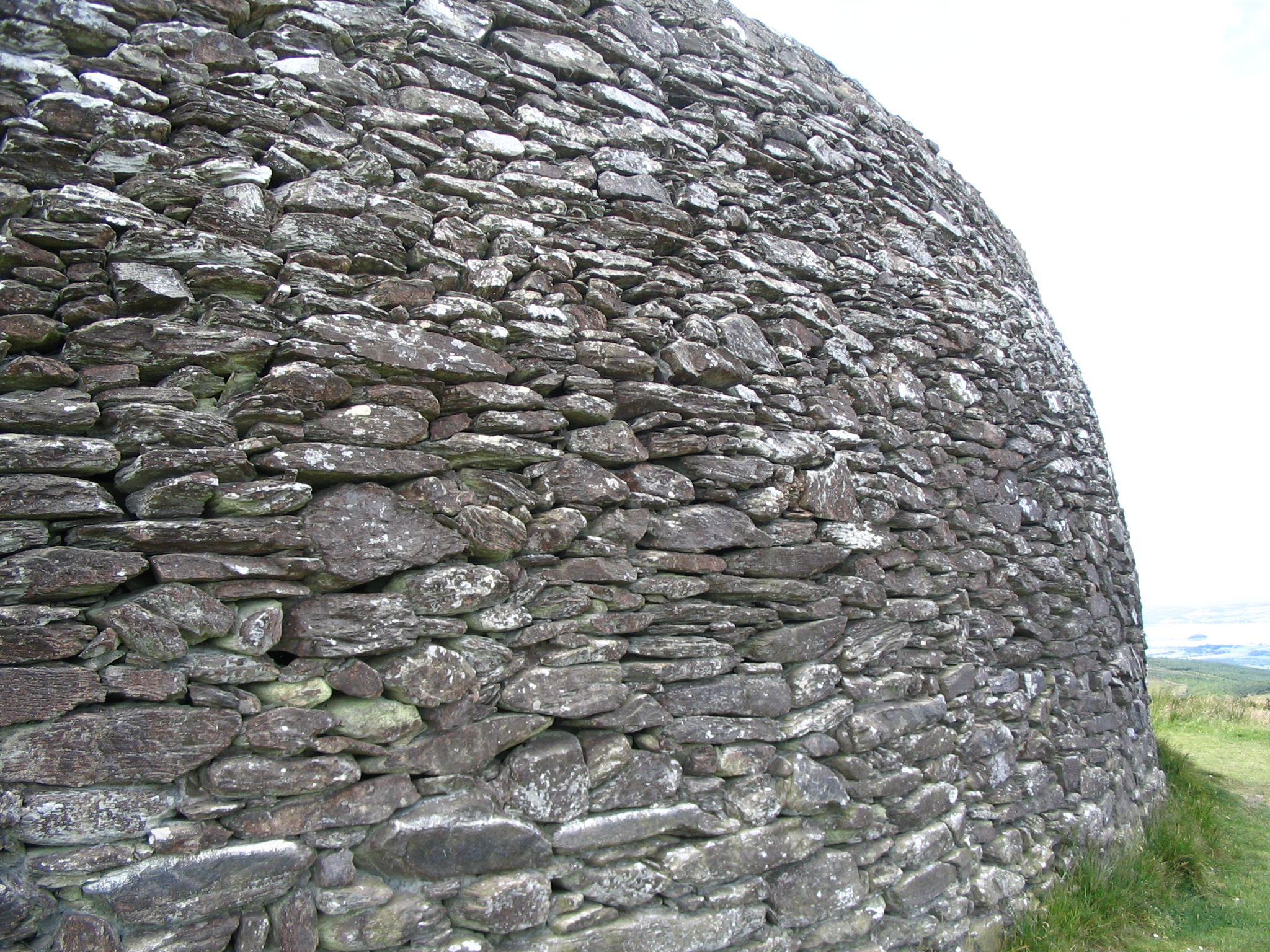
Detall del mur de pedra

Les ruïnes del cashel es descriuen com una paret circular que tanca una superfície de 23,6 m de diàmetre. La muralla tenia una alçada de 1,8 m amb una amplària que varia de 4,6 m a 3,5 m. Tenia una inclinació cap a l'interior que indica la seua semblança amb la majoria dels forts de pedra irlandesos. Petrie suggereix que probablement originàriament era entre dues vegades i quatre vegades d'alt. Els 1,5 m al costat interior de la paret, amb una espessor de 0,76 m és a causa de la presència de terrasses. Petrie suggereix que n'hi havia originàriament tres o quatre d'aquestes terrasses ascendents a la part superior de la paret. A cada costat de la porta d'entrada, hi ha "galeries" dins la paret. El seu propòsit exacte no és clar i no connecten amb l'entrada. Aquests dos passatges de paret, un al sud i l'altre des del nord-est corren cap a la porta d'entrada, però no hi arriben. Prop de l'extrem nord del pas sud hi ha un petit recés a la paret oest. A l'extrem sud del pas nord hi ha un seient de pedra.

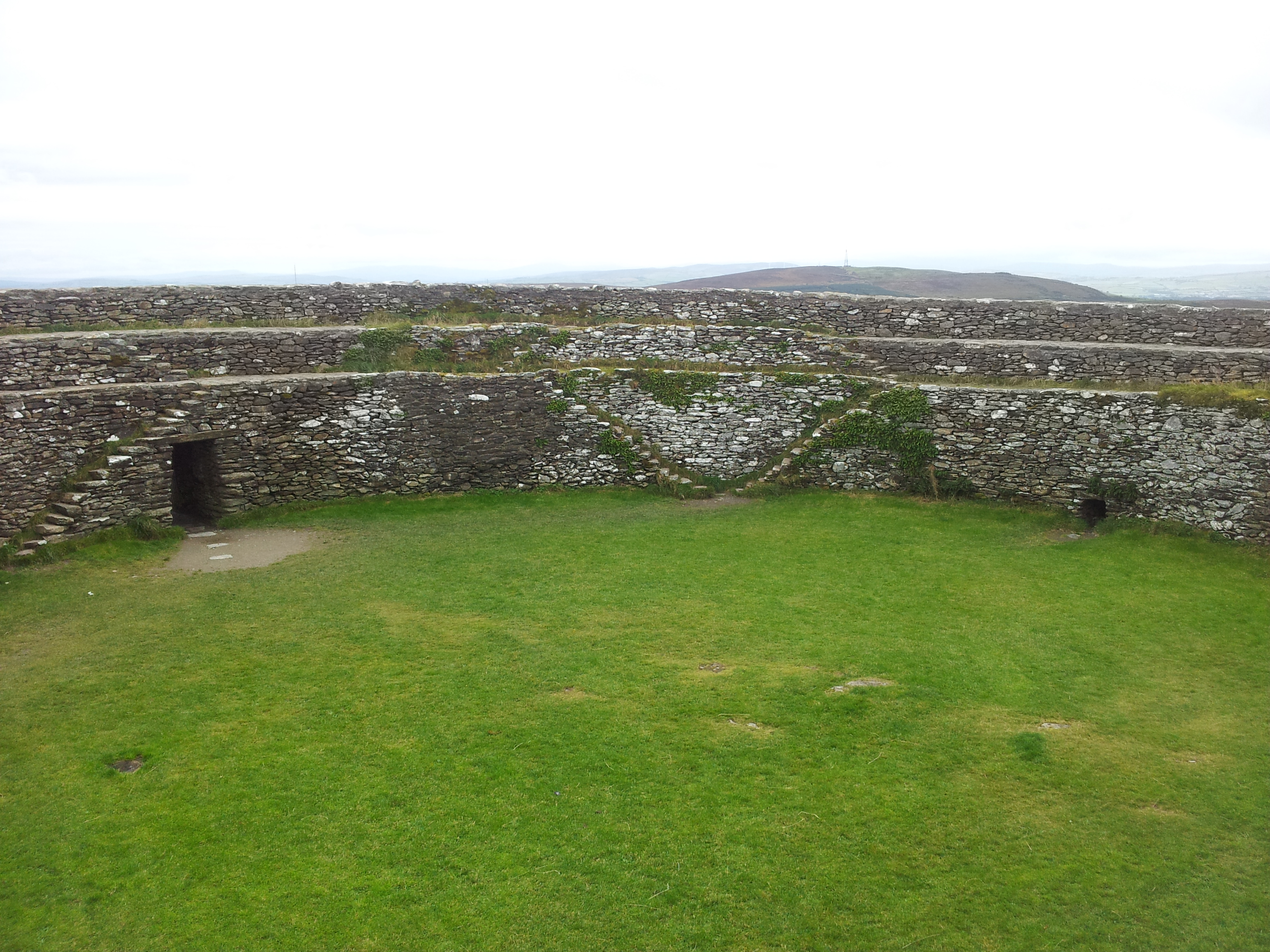
Interior del Grianán

El castre actual, després de la restauració del 1874-1878, és substancialment diferent, però gran part de l'antiga estructura es manté intacta. Durant la restauració, comprovaren que parts de la maçoneria de pedra seca originària s'havien conservat sota el col·lapse. Els treballadors les marcaren, les parts no alterades del cashel i utilitzaren la pedra esfondrada per construir sobre aquesta base. En complementaren aquestes amb altres pedres de la zona per substituir-ne les eliminades pel rei Murdoch O'Brien el 1101. Els diàmetres interns del cashel tenen 23,6 m de nord a sud i 23,2 m d'est a oest. L'entrada enclou una llinda coberta de 4,65 m de llarg, 1,12 m d'ample i 1,86 m d'altura. Abans de la restauració, la llinda de la porta d'entrada no era al seu lloc. Els recessos lleus a banda i banda de la porta d'entrada s'han omplert. Eren probablement per permetre les fulles dobles d'una porta originària que es plegaria arran de la paret. L'interior s'eleva en tres terrasses amb accés per escales. Prop del nord del final del passadís sud hi ha un petit recés a la paret oest. A l'extrem sud del pas nord hi ha un seient de pedra. L'interior del cashel té prou de nivell, però Petrie hi registrà les restes d'una església petita oblonga que feia 5 m x 4,3 m. L'estructura se'n construí amb un tipus de morter però res en queda hui dia. Un drenatge corre per la paret del cashel a nivell del sòl al costat nord-oest. Condueix a un femer al costat occidental del recinte que tenia 1,7 m de diàmetre.

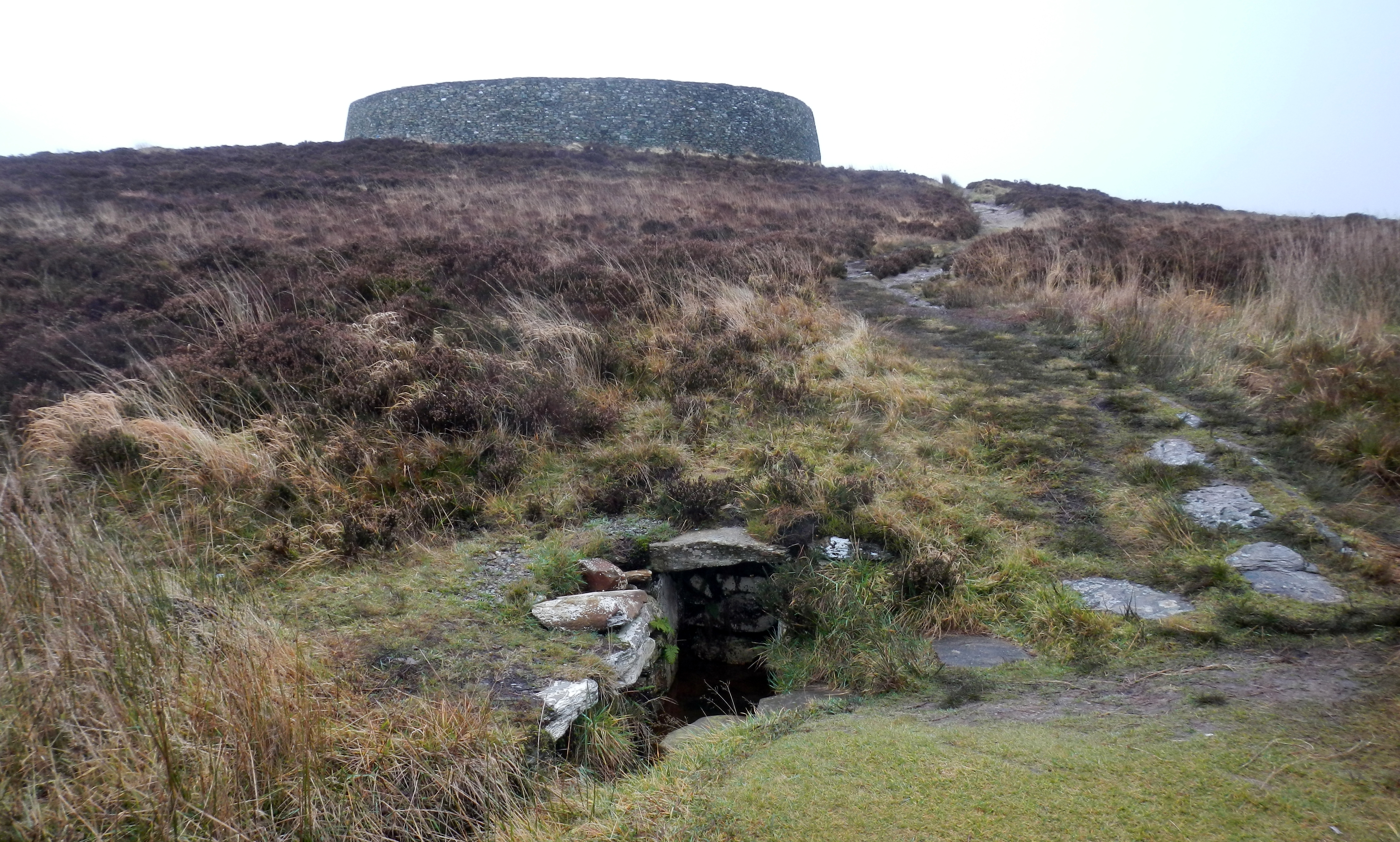
Pou de Sant Patrici al sud del pujol de Grianán

Hi ha moltes pistes que el Grianán d'Aileach és un lloc de diversos períodes. Brian Lacy suggereix que els bancals de terra que encerclen la fortalesa deuen representar les defenses d'un castre de l'edat de bronze tardana o l'edat del ferro. Entre els dos bancs exteriors al costat sud del turó, hi ha el pou de primavera abans cobert que es dedicà a sant Patrici. Petrie descriu el túmul, entre la segona i la tercera paret, com un petit monticle envoltat per un cercle de deu pedres. Aquestes pedres s'hi col·locaren horitzontalment i convergien al centre. En el temps de Petrie, el monticle havia estat excavat, però no hi havia res que n'explicara el significat quan fou descobert. Fou destruït després, però la seua antiga posició està marcada per un munt de pedres trencades.
Durant els treballs d'excavació de la dècada de 1870, Bernard documenta el descobriment de molts objectes. Darrere d'un nínxol a la porta, es trobà una gran pedra de 0,4 m. Tenia un forat redó al centre de 7,6 cm de profunditat i 3,8 cm de diàmetre. Una peça de fusta podrida se'n trobà al forat. Bernard no en pogué desxifrar l'ús: suggerí que podria haver estat un rellotge de sol.
Bernard hi trobà molts ossos d'animals, incloent ovelles, vaques, cabres i aus; i elements de pedra, com fones, i una pedra en forma de pa de sucre, amb una base ben tallada de 25 cm de llarg, 38 cm de base redona, 36 cm de centre redó i 25 cm a la part superior. Els objectes més interessants de pedra eren "una llosa de gres de quadres, de trenta-sis caselles". Lacy creia que era una espècie de tauler de joc. Entre els diversos articles trobats hi havia una clau d'arada, un anell de ferro, algunes monedes i un cordó.